# Timor Telecom
Timor Telecom – wschodniotimorski dostawca usług telekomunikacyjnych. Jego siedziba mieści się w Dili.
Przedsiębiorstwo zostało założone w 2002 roku.